# ستيفن هنري روبرتس
ستيفن هنري روبرتس (بالإنجليزية: Stephen Henry Roberts)‏ هو مؤرخ أسترالي، ولد في 16 فبراير 1901 في Maldon, Victoria ‏ في أستراليا، وتوفي في 19 مارس 1971.